# Toshitsugu Uesawa
Toshitsugu Uesawa (jap. 植澤利次 Uesawa Toshitsugu) – japoński urzędnik i dyplomata.
W 2002 objął stanowisko dyrektora Wydziału Afryki Subsaharyjskiej w Ministerstwie Spraw Zagranicznych. Dwa lata później został mianowany dyrektorem Wydziału Współpracy Technicznej w Biurze Współpracy Międzynarodowej. W latach 2006–2007 był urzędnikiem odpowiedzialnym za kwestie ekonomiczne w Ambasadzie Japonii w Indiach. Od 2007 był ambasadorem swojego kraju w Nigerii.